# Йорданешти
Йордане́шти — село в Україні, у Карапчівській сільській громаді Чернівецького району Чернівецької області.

## Письмові згадки і назва
Перша письмова згадка засвідчена у формі «Ардановці» в грамоті молдавського воєводи Петра  Кульгавого від 4 липня 1578 року, якою він  підтвердив право Бистрицького монастиря на села «Бирлінці і Ардановці на Сіреті».
Ототожнення Йорданешт з Ардановцями підтверджується також грамотою від 30 березня 1575 року, у якій при описі межі нинішнього села Великий Кучурів) згадується «Ардановська пасіка». Як зазначається в документі, межа пролягала на Стримбол (гору Кривець),  «на пасику на Ардановскою», а далі вела до Сторожинця. 
Назва Ардановці є похідною від імені «Ардан», яке, напевно,  мав засновник чи власник поселення. Піддані чи родичі Ардана звалися арданівцями, Юрка – юрківцями, а Черна – чернівцями.  Назва  Ардановці може бути пов’язана з родиною  Петра Ардановича, що згадується у  1452 - 1458 роках як писар господаря Молдавії. 
У грамоті воєводи Петра  Кульгавого від 4 липня 1578 року міститься важливе уточнення, що село Ардановці були подаровані  Бистрицькому монастиреві воєводою Олександром Добрим (роки правління 1400-1432). Це дозволяє віднести нинішні Йорданешти до найдавніших населених пунктів Буковини.
Як Арданешти (Ardăneștii) назва села засвідчена в 1692 році. Очевидно, що зміна настала під впливом волоських переселенців і відповідної романізації українсько-слов’янських топонімів  у XVI—XVII ст. 
Село Арданешти, що  межує з селом Ропча,  згадується   під 1761 роком. Але в цей період починає вживатися також назва Йорданешти.    В  церковних документах кінця XVIII століття засвідчено «Йорданещі» .  
Назва Йорданешти походить від слова «Йордан» - «православне водосвяття». Очевидно, що традиція освячення води в цьому населеному пункті відзначалася певними особливостями. 
У 1995 р. назву села було змінено з Підлісне на Йорданешти.

## Історичні місця
Село розміщене на берегах Серету, неподалік впадання у нього Малого Серету. В давню епоху тут пролягав так званий Старий Берладський шлях, що вів з Галичини до Чорного моря. Для цього шляху важливе значення мали броди, що розміщені  біля Йорданешт і Карапчева на Сереті, а також  біля Купки та Сучевен на Малому Сереті. Нижче за течією, після злиття двох Серетів,  і аж до міста Серет,  річкова долина на північному березі була сильно заболочена і тому мало придатною для  використання великими купецькими валками.
У 1497 році Старим Берладським шляхом відступав після невдалої облоги Сучавської фортеці польський король Ян Ольбрахт. Переправившись  на північний берег Серету, король розбив свій табір в урочищі Воловія, що на заході від Глибоки.  Очевидно, це була давня стоянка купецьких валок, назва якої пов’язана з волами – головною тягловою силою того часу. В урочищі Воловія і навколо нього  було достатньо місця як для відпочинку людей, так і випасання тварин. 
26 жовтня 1497 року відбулася битва  між військами  Ян Ольбрахта і молдавського воєводи Штефана Великого, що відома як Битва біля Козмінського лісу або «Битва в Козминському лісі». Вона відбувалася в багатьох місцях,  в тому числі  на берегах Серету.

## Населення

### Мова
Розподіл населення за рідною мовою за даними перепису 2001 року:
| Мова            | Кількість | Відсоток |
| --------------- | --------- | -------- |
| румунська       | 2176      | 96.16%   |
| українська      | 76        | 3.36%    |
| російська       | 5         | 0.22%    |
| польська        | 2         | 0.09%    |
| білоруська      | 1         | 0.04%    |
| угорська        | 1         | 0.04%    |
| інші/не вказали | 2         | 0.09%    |
| Усього          | 2263      | 100%     |

## Герб села
Зображення Святих Архангелів Гаврила і Михаїла символізує давню церкву у селі (1780 р.), освячену во ім'я Святих Архангелів Гаврила і Михаїла, яку відновили у 1898 році новим храмом, який діє і сьогодні. Святі Архістратиги є оберегами і заступниками для мешканців Йорданешти.
Золоті гілки липи із цвітом підкреслюють велике православне свято Зеленої неділі, яке започатковане в Йорданештах ще з 1790 року. День Зелених свят визначено Днем села, у який православний храм і оселі мешканців прикрашаються гілками та цвітом липи.
Срібна вузька балка нагадує про річку Серет, яка протікає через село.
Зображення колеса на опорі зануреного у хвилясту основу нагадує існування у селі водяного млина, про якого згадується в документах 1961 року. У ХІХ ст. млин в Йорданештах був єдиним на течії річки Серет від Сторожинець до Кам‘янки, сюди з‘їджалися селяни із сусідніх сіл. Борошномельний промисел у селі розвинутий і користується попитом, сьогодні млин в робочому стані.
Срібна овеча голова символізує розвинуте вівчарство у селі. З молочних продуктів овець сільські умільці виготовляють за старовинними рецептами унікальний копчений буз та вурду, дотримуючись секретів своїх пращурів, чим прославляються в районі і за його межами.

## Уродженці села
У селі народилися:
- Лютик Мірча Савович (нар. 29 травня 1939, с. Йорданешти сучасного Глибоцького району Чернівецької обл.) — український румунськомовний письменник. Закінчив Чернівецьке педагогічне училище та історико-філологічний факультет Кишинівського університету. Нагороджений орденом Румунії «Вірність обов'язку» та медаллю Президента Румунії. Працює літредактором газети румунської національної меншини в Україні «Конкордія» («Злагода»). Лауреат премій Спілки письменників Молдови, Міжнародної премії імені І. Франка, премій імені Д. Загула, імені Мірчі Стреїнул та імені С. Воробкевича.
- Шапка Микола Аурелович.- (*25.03.1968, с. Йорданешти Глибоцького району) — український журналіст, публіцист, редактор. Член Національної спілки журналістів України. Закінчив філологічний факультет (відділення румунської мови і літератури) Чернівецького держуніверситету імені Юрія Федьковича (1993). Працював редактором районного радіомовлення у селищі Глибока, кореспондентом всеукраїнської газети «Конкордія» («Злагода»). Нині — головний редактор Глибоцької районної газети «Новий день». Автор, співавтор, редактор низки поетичних збірок, прозових книжок. Номінант видання «Інформаційний простір Буковини». — Чернівці: Букрек, 2004. — С. 188. — ISBN 966-8500-17-2.
- Яницька Марія Миколаївна. — (*29.06.1979, с. Йорданешти Глибоцького району)- журналістка, перекладач. У 2001 р. закінчила Бухарестський національний університет. З червня 2003 року працює завідувачем відділу румуномовного дубляжу Сторожинецької районної газети «Рідний край» (Чернівецька область). Номінант видання «Інформаційний простір Буковини». — Чернівці: Букрек, 2004. — С. 194. — ISBN 966-8500-17-2.

## Світлини

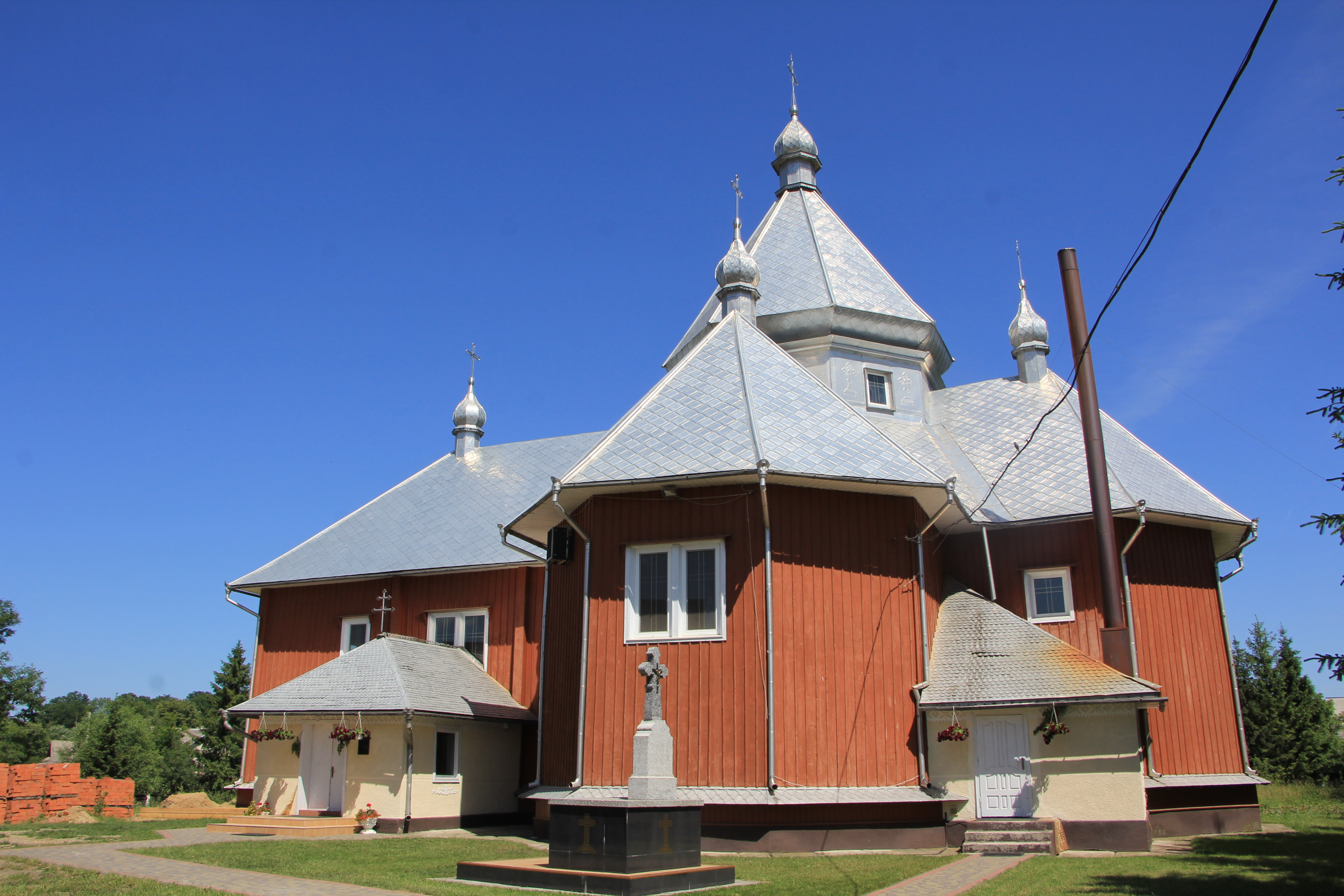
Дерев'яна церква Св. Арх. Михайла 1898 с. Йорданешти
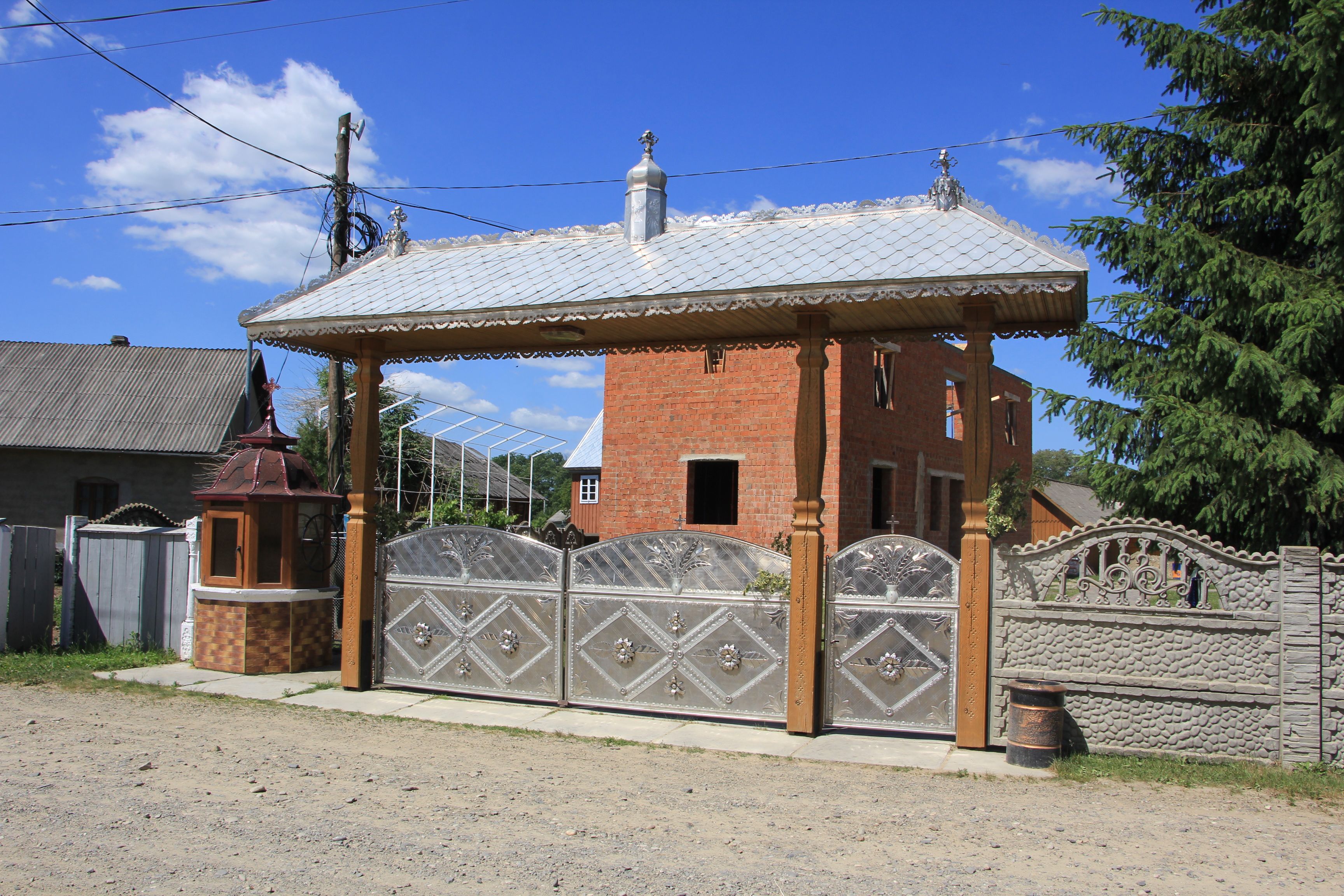
Дерев'яна церква
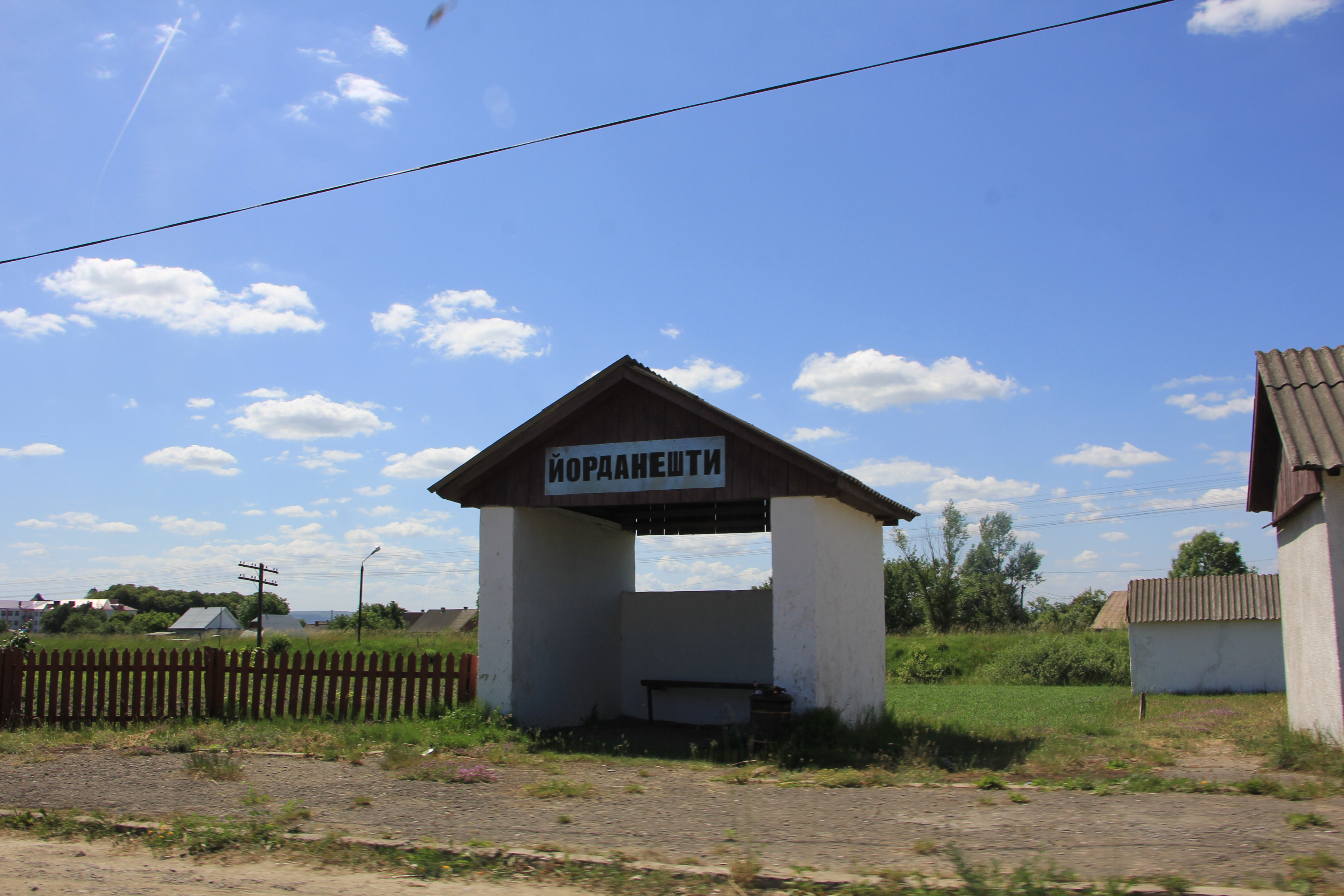
Автобусна зупинка с. Йорданешти